# Венесуела на Чемпіонаті світу з водних видів спорту 2015
Венесуела взяла участь у Чемпіонаті світу з водних видів спорту 2015, який пройшов у Казані (Росія) від 24 липня до 9 серпня.

## Стрибки у воду
Венесуельські спортсмени кваліфікувалися на змагання з індивідуальних та синхронних стрибків у воду.
Чоловіки
| Спортсмен               | Дисципліна                 | Попередні змагання | Попередні змагання | Півфінали       | Півфінали       | Фінал            | Фінал            |
| Спортсмен               | Дисципліна                 | Очки               | Місце              | Очки            | Місце           | Очки             | Місце            |
| ----------------------- | -------------------------- | ------------------ | ------------------ | --------------- | --------------- | ---------------- | ---------------- |
| Хесус Лірансо           | Трамплін, 1 метр           | 256.45             | 35                 | Н/Д             | Н/Д             | Завершив виступ  | Завершив виступ  |
| Альфредо Кольменарес    | Трамплін, 3 метри          | 324.70             | 45                 | Завершив виступ | Завершив виступ | Завершив виступ  | Завершив виступ  |
| Роберт Паес             | Трамплін, 3 метри          | 276.35             | 55                 | Завершив виступ | Завершив виступ | Завершив виступ  | Завершив виступ  |
| Оскар Аріса             | Вишка, 10 метрів           | 336.80             | 37                 | Завершив виступ | Завершив виступ | Завершив виступ  | Завершив виступ  |
| Хесус Лірансо           | Вишка, 10 метрів           | 399.30             | 23                 | Завершив виступ | Завершив виступ | Завершив виступ  | Завершив виступ  |
| Оскар Аріса Роберт Паес | Синхронна вишка, 10 метрів | 344.70             | 17                 | Н/Д             | Н/Д             | Завершили виступ | Завершили виступ |

Жінки
| Спортсменка     | Дисципліна        | Попередні змагання | Попередні змагання | Півфінали        | Півфінали        | Фінал            | Фінал            |
| Спортсменка     | Дисципліна        | Очки               | Місце              | Очки             | Місце            | Очки             | Місце            |
| --------------- | ----------------- | ------------------ | ------------------ | ---------------- | ---------------- | ---------------- | ---------------- |
| Марія Бетанкурт | Трамплін, 1 метр  | 201.65             | 33                 | Н/Д              | Н/Д              | Завершила виступ | Завершила виступ |
| Марія Бетанкурт | Трамплін, 3 метри | 193.05             | 46                 | Завершила виступ | Завершила виступ | Завершила виступ | Завершила виступ |

## Плавання на відкритій воді
Повна команда з п'яти венесуельських спортсменів кваліфікувалася на змагання з плавального марафону на відкритій воді.
| Спортсмен                                     | Дисципліна        | Час       | Місце |
| --------------------------------------------- | ----------------- | --------- | ----- |
| Вільдер Карреньо                              | 5 км (чоловіки)   | 56:04.3   | 33    |
| Ервін Мальдонадо                              | 10 км (чоловіки)  | 1:51:19.1 | 27    |
| Ервін Мальдонадо                              | 25 км (чоловіки)  | 4:56:00.4 | 5     |
| Дієго Вера                                    | 10 км (чоловіки)  | 1:52:58.9 | 39    |
| Ліліана Ернандес                              | 10 км (жінки)     | 2:07:13.0 | 42    |
| Паола Перес                                   | 10 км (жінки)     | 2:05:31.5 | 39    |
| Вільдер Карреньо Ервін Мальдонадо Паола Перес | командні змагання | 58:39.3   | 16    |

## Плавання
Венесуельські плавці виконали кваліфікаційні нормативи в дисциплінах, які наведено в таблиці (не більш як 2 плавці на одну дисципліну за часом нормативу A, і не більш як 1 плавець на одну дисципліну за часом нормативу B):
Чоловіки
| Спортсмен                                                       | Дисципліна                           | Попередній заплив | Попередній заплив | Півфінал        | Півфінал        | Фінал            | Фінал            |
| Спортсмен                                                       | Дисципліна                           | Час               | Місце             | Час             | Місце           | Час              | Місце            |
| --------------------------------------------------------------- | ------------------------------------ | ----------------- | ----------------- | --------------- | --------------- | ---------------- | ---------------- |
| Енді Артета                                                     | 800 м вільним стилем                 | 8:19.39           | 39                | Н/Д             | Н/Д             | Завершив виступ  | Завершив виступ  |
| Карлос Клавері                                                  | 50 м брасом                          | 28.12             | 29                | Завершив виступ | Завершив виступ | Завершив виступ  | Завершив виступ  |
| Карлос Клавері                                                  | 100 м брасом                         | 1:01.63           | 31                | Завершив виступ | Завершив виступ | Завершив виступ  | Завершив виступ  |
| Карлос Клавері                                                  | 200 м брасом                         | 2:12.33           | 20                | Завершив виступ | Завершив виступ | Завершив виступ  | Завершив виступ  |
| Алехандро Гомес                                                 | 1500 м вільним стилем                | 15:32.75          | 32                | Н/Д             | Н/Д             | Завершив виступ  | Завершив виступ  |
| Маркос Лавадо                                                   | 200 м батерфляєм                     | 1:59.85           | 28                | Завершив виступ | Завершив виступ | Завершив виступ  | Завершив виступ  |
| Карлос Оманья                                                   | 200 м на спині                       | 1:59.59           | 23                | Завершив виступ | Завершив виступ | Завершив виступ  | Завершив виступ  |
| Карлос Оманья                                                   | 200 м комплексом                     | 2:03.54           | 27                | Завершив виступ | Завершив виступ | Завершив виступ  | Завершив виступ  |
| Карлос Оманья                                                   | 400 м комплексом                     | 4:20.74           | 23                | Н/Д             | Н/Д             | Завершив виступ  | Завершив виступ  |
| Крістіан Кінтеро                                                | 50 м вільним стилем                  | 22.94             | 36                | Завершив виступ | Завершив виступ | Завершив виступ  | Завершив виступ  |
| Крістіан Кінтеро                                                | 100 м вільним стилем                 | 49.46             | 25                | Завершив виступ | Завершив виступ | Завершив виступ  | Завершив виступ  |
| Крістіан Кінтеро                                                | 200 м вільним стилем                 | 1:48.55           | 27                | Завершив виступ | Завершив виступ | Завершив виступ  | Завершив виступ  |
| Крістіан Кінтеро                                                | 400 м вільним стилем                 | 3:50.89           | 24                | Н/Д             | Н/Д             | Завершив виступ  | Завершив виступ  |
| Альберт Субіратс                                                | 50 м на спині                        | 26.07             | 34                | Завершив виступ | Завершив виступ | Завершив виступ  | Завершив виступ  |
| Альберт Субіратс                                                | 100 м на спині                       | DNS               | DNS               | Завершив виступ | Завершив виступ | Завершив виступ  | Завершив виступ  |
| Альберт Субіратс                                                | 50 м батерфляєм                      | 24.13             | =28               | Завершив виступ | Завершив виступ | Завершив виступ  | Завершив виступ  |
| Альберт Субіратс                                                | 100 м батерфляєм                     | 53.68             | =35               | Завершив виступ | Завершив виступ | Завершив виступ  | Завершив виступ  |
| Крістіан Кінтеро Альберт Субіратс Даніеле Тірабассі Хесус Лопес | естафета 4x100 метрів вільним стилем | 3:21.80           | 23                | Н/Д             | Н/Д             | Завершили виступ | Завершили виступ |
| Крістіан Кінтеро Маркос Лавадо Даніеле Тірабассі Енді Артета    | естафета 4x200 метрів вільним стилем | 7:25.13           | 22                | Н/Д             | Н/Д             | Завершили виступ | Завершили виступ |
| Карлос Оманья Карлос Клавері Альберт Субіратс Крістіан Кінтеро  | естафета 4x100 метрів комплексом     | DSQ               | DSQ               | Н/Д             | Н/Д             | Завершили виступ | Завершили виступ |

Жінки
| Спортсменка                                                              | Дисципліна                       | Попередній заплив | Попередній заплив | Півфінал         | Півфінал         | Фінал            | Фінал            |
| Спортсменка                                                              | Дисципліна                       | Час               | Місце             | Час              | Місце            | Час              | Місце            |
| ------------------------------------------------------------------------ | -------------------------------- | ----------------- | ----------------- | ---------------- | ---------------- | ---------------- | ---------------- |
| Ісабелья Паес                                                            | 100 м батерфляєм                 | 1:00.58           | 38                | Завершила виступ | Завершила виступ | Завершила виступ | Завершила виступ |
| Андрейна дель Валле Пінто Перес                                          | 400 м вільним стилем             | 4:09.75           | 15                | Н/Д              | Н/Д              | Завершила виступ | Завершила виступ |
| Андрейна дель Валле Пінто Перес                                          | 800 м вільним стилем             | 8:33.33           | 12                | Н/Д              | Н/Д              | Завершила виступ | Завершила виступ |
| Андрейна дель Валле Пінто Перес                                          | 200 м батерфляєм                 | 2:11.14           | 21                | Завершила виступ | Завершила виступ | Завершила виступ | Завершила виступ |
| Хесерік Пінто                                                            | 50 м батерфляєм                  | 27.70             | 39                | Завершила виступ | Завершила виступ | Завершила виступ | Завершила виступ |
| Арлен Іраді Семеко Арісманді                                             | 50 м вільним стилем              | 25.98             | 41                | Завершила виступ | Завершила виступ | Завершила виступ | Завершила виступ |
| Мерседес Толедо                                                          | 50 м брасом                      | 31.88             | 30                | Завершила виступ | Завершила виступ | Завершила виступ | Завершила виступ |
| Мерседес Толедо                                                          | 100 м брасом                     | 1:10.70           | =39               | Завершила виступ | Завершила виступ | Завершила виступ | Завершила виступ |
| Мерседес Толедо                                                          | 200 м брасом                     | 2:32.69           | 34                | Завершила виступ | Завершила виступ | Завершила виступ | Завершила виступ |
| Хесерік Пінто Мерседес Толедо Ізабелла Паес Арлен Іраді Семеко Арісманді | естафета 4x100 метрів комплексом | 4:11.74           | 22                | Н/Д              | Н/Д              | Завершили виступ | Завершили виступ |

## Синхронне плавання
Повна команда з десяти венесуельських спортсменів кваліфікувалася на змагання з синхронного плавання в наведених нижче дисциплінах.
| Спортсмен | Дисципліна                    | Попередні змагання | Попередні змагання | Фінал            | Фінал            |
| Спортсмен | Дисципліна                    | Очки               | Місце              | Очки             | Місце            |
| --- | ----------------------------- | ------------------ | ------------------ | ---------------- | ---------------- |
| Карла Лоаїса | соло, технічна програма       | 70.1050            | 22                 | Завершила виступ | Завершила виступ |
| Марія Лаура Вільясана | соло, довільна програма       | 74.2333            | 20                 | Завершила виступ | Завершила виступ |
| Оріана Гарільйо Грейсі Гомес | дует, технічна програма       | 71.0905            | 32                 | Завершили виступ | Завершили виступ |
| Оріана Гарільйо Грейсі Гомес | дует, довільна програма       | 73.2667            | 29                 | Завершили виступ | Завершили виступ |
| Лаумет Араке Валерія Бермудес* Патрісія Камаран* Оріана Гарільйо Грейсі Гомес Карла Лоаїса Стефаніе Муррільйо Лілія Нуньєс Венді Родрігес Марія Лаура Вільясана | група, технічна програма      | 72.1466            | 18                 | Завершили виступ | Завершили виступ |
| Лаумет Араке Валерія Бермудес Патрісія Камаран* Оріана Гарільйо Грейсі Гомес Карла Лоаїса Стефаніе Муррільйо Лілія Нуньєс* Венді Родрігес Марія Лаура Вільясана | група, довільна програма      | 72.2333            | 18                 | Завершили виступ | Завершили виступ |
| Лаумет Араке Валерія Бермудес Патрісія Камаран Оріана Гарільйо Грейсі Гомес Карла Лоаїса Стефаніе Муррільйо Лілія Нуньєс Венді Родрігес Марія Лаура Вільясана   | комбінація, довільна програма | 75.1000            | 15                 | Завершили виступ | Завершили виступ |